# Slaka
Slaka is een plaats in de gemeente Linköping in het landschap Östergötland en de provincie Östergötlands län in Zweden. De plaats heeft 539 inwoners (2005) en een oppervlakte van 112 hectare.

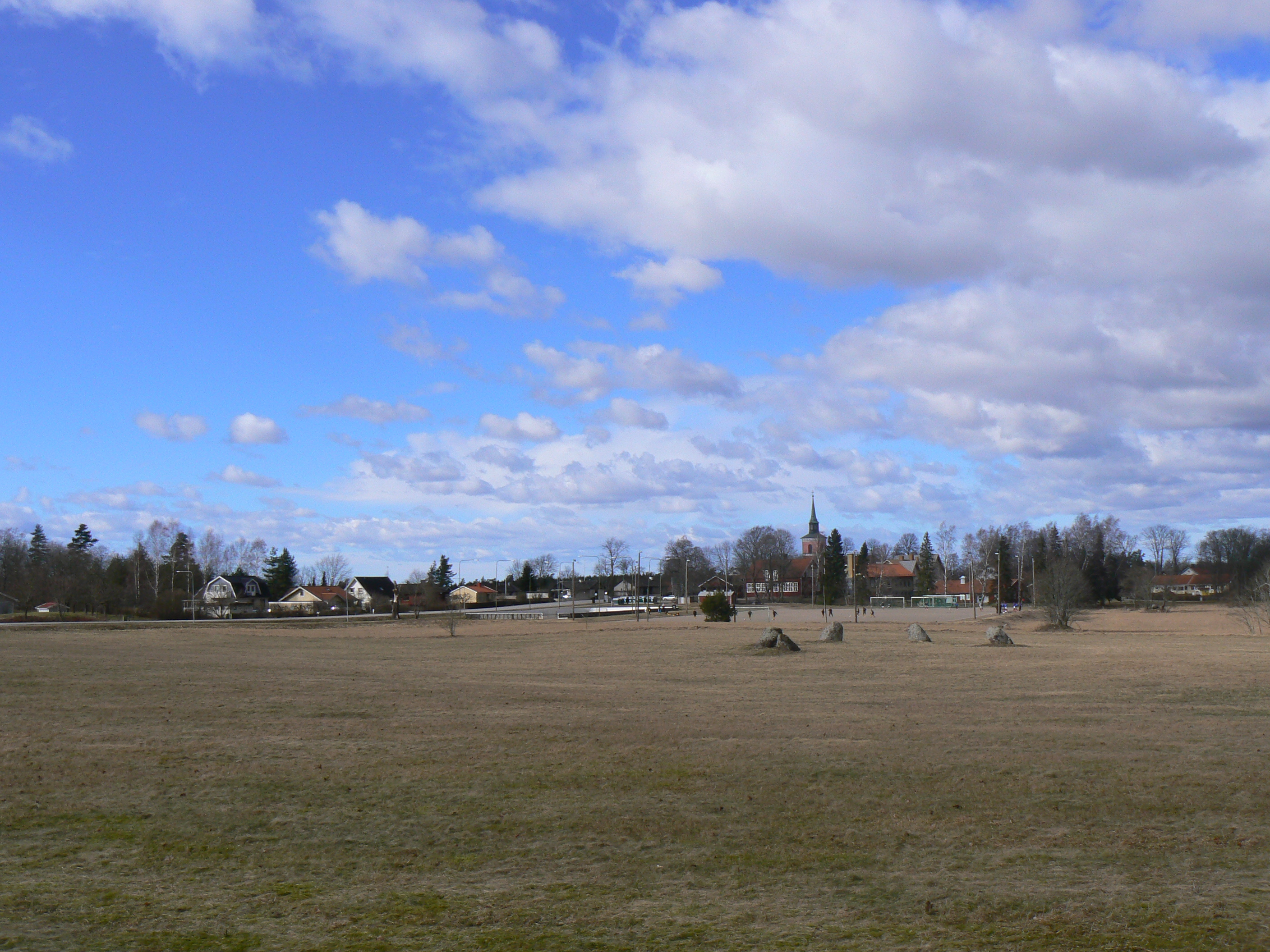
Slaka
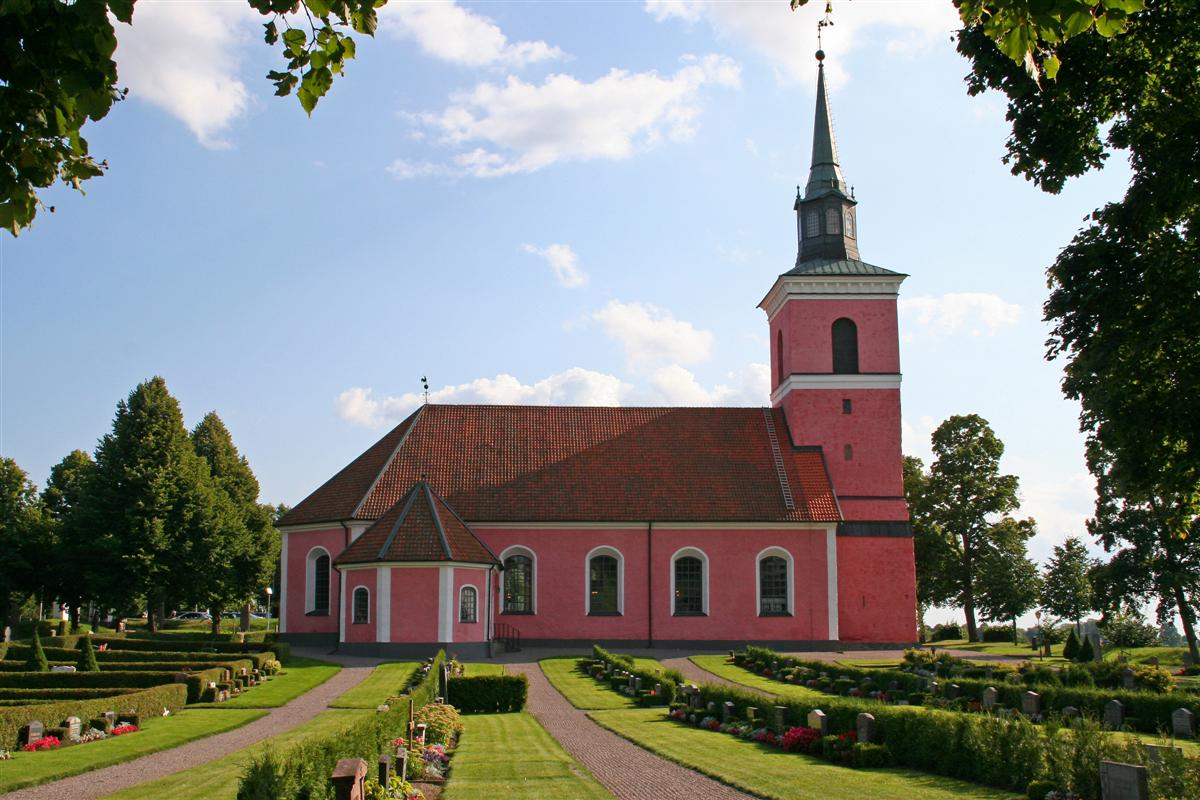
Kerk van Slaka